# هورسينس
هورسينس (بالدنماركية: Horsens)، هي مدينة تقع على الساحل الشرقي من إقليم يوتلاند في الدنمارك، وتُعدّ مركز بلدية هورسينس. بلغ عدد سكان المدينة 63,903 نسمة حسب إحصاءات 1 يناير 2024، بينما بلغ عدد سكان البلدية 97,392 نسمة في نفس التاريخ، ما يجعلها سابع أكبر مدينة في الدنمارك.
تشتهر هورسينس بفعالياتها الثقافية والترفيهية، حيث يُعد "مسرح هورسينس الجديد" مركزًا ثقافيًا نشطًا يستضيف أكثر من 200 فعالية سنويًا. وقد نجح في جذب أسماء عالمية بارزة مثل مادونا، وون دايركشن، وبول مكارتني، وفرقة رولينغ ستونز.

## تاريخ
تعود أقدم آثار المدينة إلى موقع دفن وثني ومنازل تعود إلى القرن التاسع الميلادي. وفي القرن الثاني عشر، أصدر الملكان سفين الثالث وفالدمار الأول عملات نقدية في المدينة. وبحلول القرن الثالث عشر، حصلت هورسينس على قانونها البلدي الخاص.
وقد كشفت الحفريات الأثرية أن المدينة شهدت توسعًا نحو عام 1300، حيث أُقيم خندق دفاعي حول المدينة ومينائها. بدأت مرحلة التصنيع في منتصف القرن التاسع عشر، وارتفع عدد السكان بشكل كبير نتيجة انتقال السكان من المناطق الريفية للعمل في المصانع. وقد افتُتح أول مسبك حديد خارج كوبنهاغن في هورسينس، بالإضافة إلى مصانع تبغ ونسيج.

## توأمة
لهورسينس اتفاقيات توأمة مع كل من:
- نوكيا
- موس
- تشنغدو (5 أغسطس 2013)[5]

## أعلام
- ثيغ بيترسن
- هنري بيترسن
- سيمون كيير
- ويلي راسموسن
- أكسل بوند
- اندرس سامويلسن
- فيتوس بيرنغ

## وصلات خارجية
- بلدية هورسينس (بالنماركية والإنجليزية)